# Жуан Дінарес
Жуан Дінарес (ісп. Juan Dinarés, 23 вересня 1969) — іспанський хокеїст на траві.
Учасник Олімпійських Ігор 1992, 1996, 2000 років. Срібний призер 1996 року.
Срібний призер Чемпіонату світу 1998 року.
Бронзовий призер Трофею чемпіонів 1997 року.